# Deconstruction (Meredith Brooks)
Deconstruction  il secondo album della cantautrice statunitense Meredith Brooks, pubblicato nel 1999

## Tracce
1. "Shout" (Brooks) – 3:54
2. "Lay Down (Candles in the Rain)" featuring Queen Latifah (Queen Latifah, Safka) – 4:36
3. "I Have Everything" (Brooks) – 4:05
4. "Cosmic Woo Woo" (Brooks, Dvoskin) – 3:35
5. "Nobody's Home" (Brooks) – 5:12
6. "All for Nothing" (Brooks, Nowels) – 4:42
7. "I Said It" (Brooks, Nowels) – 3:23
8. "Back to Eden" (Brooks, Nowels) – 3:51
9. "Bored With Myself" (Brooks, Peiken) – 3:45
10. "Careful What You Wish For" (Brooks, Gorgoni, Peiken) – 4:27
11. "Sin City" (Brooks) – 4:37
12. "Back to Nowhere" (Brooks) – 4:02